# MPN (団体)
一般社団法人MPN（エムピーエヌ）は、プロミュージシャンの著作隣接権関連業務を行っている団体である。略称は「MPN（エムピーエヌ）」。

## 概要
1999年10月25日、演奏家関連の団体（公益社団法人日本演奏連盟、一般社団法人日本作編曲家協会、一般社団法人日本シンセサイザープロフェッショナルアーツ、日本音楽家ユニオン、特定非営利活動法人レコーディング・ミュージシャンズ・アソシエイション・オブ・ジャパン、パブリック・イン・サード会）に加盟するミュージシャンを中心に、演奏家権利処理合同機構ミュージックピープルズネストを任意団体として設立。
2012年6月1日、一般社団法人演奏家権利処理合同機構MPNとして法人化。旧MPNから業務移管。
2023年8月30日、一般社団法人MPNに商号変更。
文化庁の指定を受けて実演家の権利処理を行う実演家著作隣接権センター（CPRA）のメンバーとして、MPNに権利を委託する音楽家の権利に加え、実演家全体の権利行使とその拡充をサポートするための活動を行っている。